# منطقة ناجور
ناجور رمزها «NA» (بالإنجليزية: Nagaur)‏ ، هو تقسيم إداري لدولة الهند تتبع ولاية راجاستان (بالإنجليزية: Rajasthan)‏ ، مركزها هو مدينة ناجور (بالإنجليزية: Nagaur)‏ عدد سكانها حسب تعداد سنة 2001 هو 2,773,894 ، مساحتها 17,718 كم² وكثافة السكان 157 لكل كم² .